# Хлодомир
Хлодомир, Клодомир, Клодомер, Хлодомер (фр. Clodomir, Clodomer; близько 495—524) — король франків у 511-524 роках. Другий син Хлодвіга І та Клотільди.

## Народження
Перший син Хлодвіга і Клотільди Інгомер помер незабаром після хрещення. Тож, коли новонароджений Хлодомир також сильно захворів, Хлодвіг заявив, що той теж скоро помре, бо є охрещеним. Як зазначає Григорій Турський, лише ревні молитви Клотільди врятували дитину.

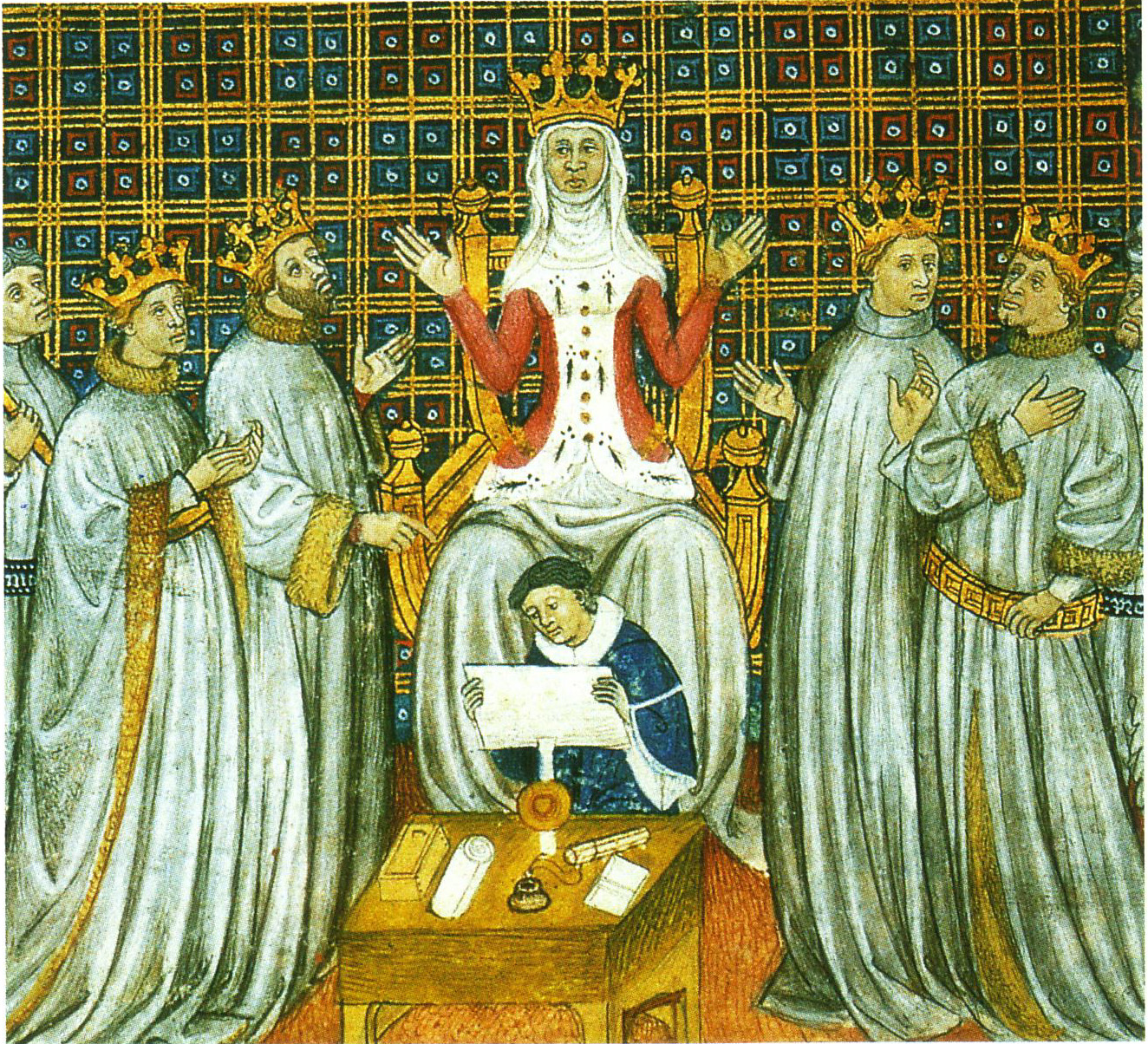
Клотільда розділяє Франкське королівство між дітьми Хлодвіга

## Володіння Хлодомира
Після смерті Хлодвіга І у 511 році його володіння були поділені між чотирма синами: Теодоріхом, Хлодомиром, Хільдебертом та Хлотаром. До Хлодомира перейшли землі в басейні Луари зі столицею в Орлеані, що в історіографії отримали назву Орлеанське королівство. У його межах перебували Труа, Санс, Оксерр, Мелен, Орлеан, Шартр, Анжер, Нант, Тур, Бурж, Пуатьє.
На думку сучасних істориків, розділ не позначився на єдності Франкського королівства, оскільки воно залишалось однією державою, хоча й керувалось декількома правителями та було поділене на уділи, які німецькі історики називають «пайові королівства»

Володіння синів Хлодвіга (червоним виділені землі Хлодомира

## Франко-бургундська війна. Загибель Хлодомира
У 523 році розпочалася франко-бургундська війна. Формальним приводом до неї став той факт, що дядько Клотільди — король Бургундії Гундобад — ще 493 року вбив свого брата і батька Клотільди Хільперика ІІ. На момент початку війни Гундобад вже давно помер і Бургундським королівством правили два його сини — Сигізмунд та Годомар II. На боці франків виступили також остготи.
Хлодомир на чолі об'єднаного франкського війська спочатку вдало вів бойові дії, розбивши 523 року військо бургундів. Сигізмунда з родиною взяли в полон та утримували поблизу Орлеана. Невдовзі всі вони були убиті за наказом Хлодомира. Через цей вчинок загибель була пророкована самому Хлодомирові та його родині.

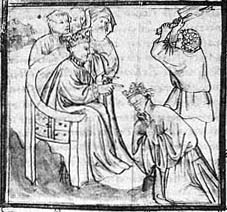
Хлодомир спостерігає за стратою Сигізмунда

Після відходу франків Годомар II відновив свою владу в Бургундії. 524 року франкські королі організували другу воєнну кампанію проти Бургундії. У битві під Везеронсом Хлодомир потрапив у пастку й загинув. Попри це, битва була виграна франками, а Годомар II поступився частиною території, хоча й зберіг владу над королівством.

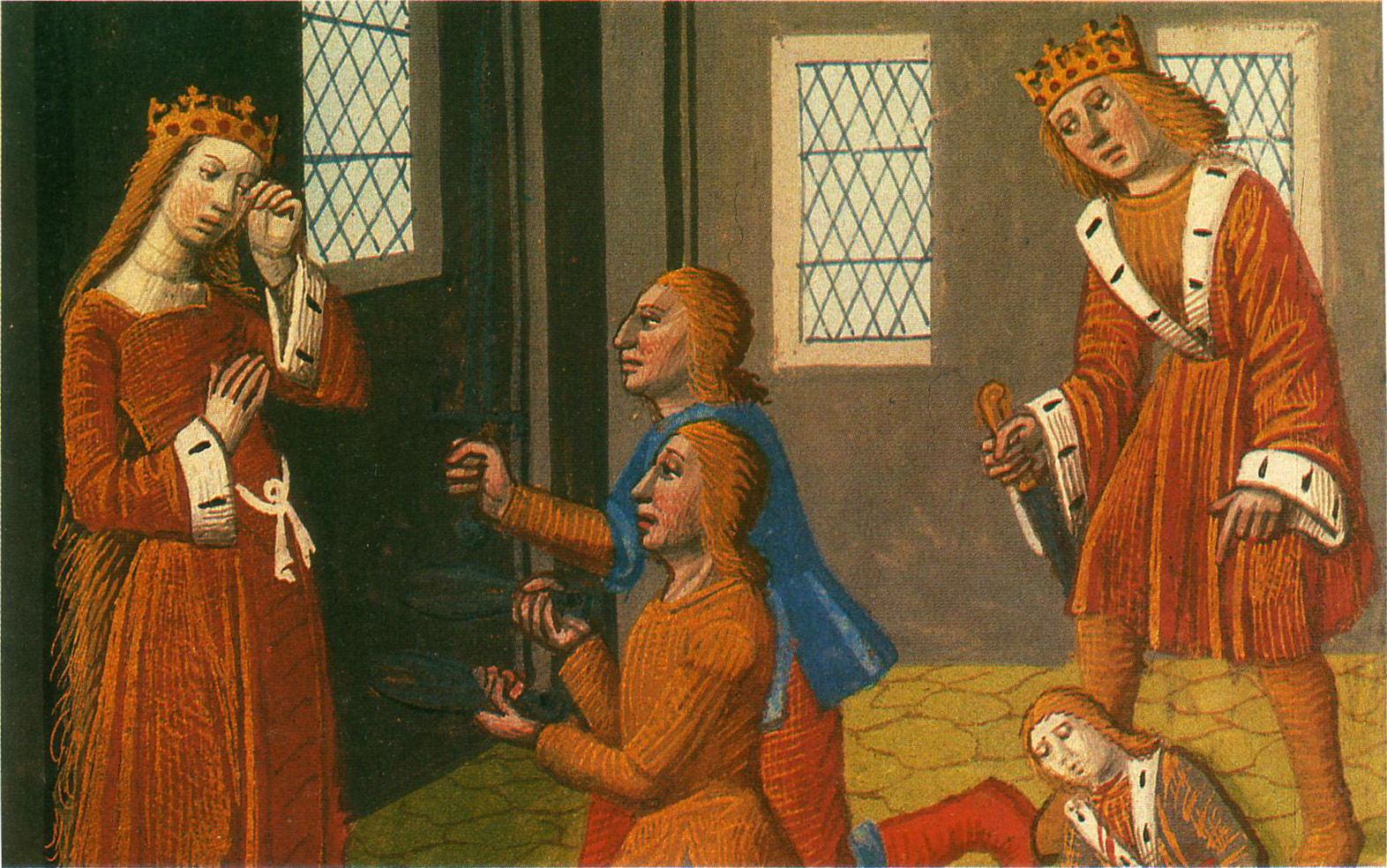
Вбивство Теодебальда і Гунтара)

## Доля дітей Хлодомира
Втративши батька, троє дітей Хлодомира виховувались при дворі своєї бабусі Клотільди. Занепокоєні можливістю їхнього зведення на престол, Хільдеберт І та Хлотар І, змовившись, викрали двох синів Теодебальда та Гунтара й убили. Молодший, дворічний Хлодоальд, був схований у монастирі, надалі став монахом і був канонізований після своєї смерті.
Після вбивства дітей, володіння Хлодомира були поділені між його братами.